# تلمبه احمدحیدری
تلمبه احمدحیدری یک منطقهٔ مسکونی در ایران است که در دهستان نخلستان (کهنوج) واقع شده‌است. تلمبه احمدحیدری ۵۰ نفر جمعیت دارد.